# Georg Friedrich Conrad
Georg Friedrich Conrad, auch Georg Friedrich Konrad (* vor 1803; † nach 1822) war ein bayerischer Jurist und der erste Landrichter in Bad Kissingen.

## Leben
Conrad stand von 1803 bis 1804 als Amtskeller und Zentgraf von Aschach (heute Ortsteil von Bad Bocklet) in Diensten des Hochstiftes Würzburg.
Am 1. Oktober 1804 wurde er zum ersten Landrichter für Bad Kissingen ernannt, trat sein neues Amt aber wohl erst am 8. November an. Das kleine, noch vom Ackerbau bestimmte Städtchen gehörte 1804 zum Kurfürstentum Bayern, ab 1806 zum Großherzogtum Würzburg und erst ab 1814 zum Königreich Bayern. Conrad machte alle Hoheitswechsel mit. Das Landgerichtsgebäude wurde 1804 an der (heutigen) Zwingergasse zwischen Mühlgasse und Oberer Marktstraße erbaut und bis 1827 als Gerichtsgebäude genutzt.
Erst 1823 wurde Conrad ans Landgericht Hollfeld versetzt. Schon zuvor war er allerdings zuerst für das Landgericht Scheßlitz bei Bamberg, dann am 24. Januar 1822 für das Landgericht im nahen Euerdorf bestimmt gewesen.